# Yuto Totsuka
Yuto Totsuka (Kanagawa, 27 september 2001) is een Japanse snowboarder, gespecialiseerd in de halfpipe.

## Carrière
Bij zijn wereldbekerdebuut, op 8 september 2017 in Cardrona, boekte Totsuka direct zijn eerste wereldbekerzege.

## Resultaten

### Olympische Winterspelen
| Jaar | Plaats      | Resultaten   |
| ---- | ----------- | ------------ |
| 2018 | Pyeongchang | 11e Halfpipe |
| 2022 | Peking      | 10e Halfpipe |

### Wereldkampioenschappen
| Jaar | Plaats     | Resultaten  |
| ---- | ---------- | ----------- |
| 2019 | Park City  | Halfpipe    |
| 2021 | Aspen      | Halfpipe    |
| 2023 | Bakoeriani | 6e Halfpipe |
| 2025 | Engadin    | Halfpipe    |

### Wereldbeker
Eindklasseringen
| Seizoen   | Algm | HP |
| --------- | ---- | -- |
| 2017/2018 |      |    |

Wereldbekerzeges
| Datum            | Plaats           | Onderdeel |
| ---------------- | ---------------- | --------- |
| 8 september 2017 | Cardrona         | Halfpipe  |
| 15 februari 2019 | Calgary          | Halfpipe  |
| 9 maart 2019     | Mammoth Mountain | Halfpipe  |
| 31 januari 2020  | Mammoth Mountain | Halfpipe  |
| 23 januari 2021  | Laax             | Halfpipe  |
| 21 maart 2021    | Aspen            | Halfpipe  |
| 3 februari 2024  | Mammoth Mountain | Halfpipe  |
| 8 december 2024  | Secret Garden    | Halfpipe  |